# Babina
Babina là một chi động vật lưỡng cư trong họ Ranidae, thuộc bộ Anura. Chi này có 9 loài và 44% bị đe dọa hoặc tuyệt chủng.